# John Charles Polanyi
John Charles Polanyi, Skabelon:Post-nominals (23. januar 1929) er en ungarsk-canadisk kemiker, der modtog nobelprisen i kemi for sin forskning i kemisk kinetik sammen med Yuan T. Lee og Dudley R. Herschbach.
Polanyi blev født i Berlin, Tyskland inden hans familie emigrerede til Storbritannien i 1933. Hans far Mihály (Michael), var også en kendt kemiker og filosof. Hans onkel Karl var økonom. Han blev efterfølgende uddannet på University of Manchester og fik herefter en postdoc på National Research Council i Canada og Princeton University i New Jersey. Polanyis første akademiske udnævnelse var på University of Toronto, hvor han siden har arbejdet.
Udover en nobelpris har Polanyi modtaget en række andre priser, inklusive 33 æresgrader, Wolf Prize i kemi og Gerhard Herzberg Canada Gold Medal for Science and Engineering. Udover sit akademiske virke har Polanyi været aktiv i offentlige politiske diskussioner, særligt vedrørende videnskab og atomvåben. Ifølge György Marx var han en af The Martians.